# Rovelló. El carnaval de la Ventafocs
Rovelló. El carnaval de la Ventafocs és una pel·lícula d'animació catalana de la sèrie Rovelló del 2010 dirigida per Antoni d'Ocon i Guerrero, coproduïda per D'Ocon Films i Televisió de Catalunya. Ha estat rodada en català.

## Sinopsi
El Rovelló descobreix una sabata petita de vidre enterrada a la neu. Sembla talment la sabata perduda d'una Ventafocs, i es proposa trobar la seva propietària per descobrir qui va ser aquesta Ventafocs de Navell. alhora, descobreix les obligaccions que es busca el seu amo, el Llisot, per estar ocupat la nit de Carnaval i evitar disfressar-se per anar de festa. Durant la pel·lícula anirà descobrint el motiu.

## Nominacions
Als Premis Gaudí de 2011 fou nominada a la Millor pel·lícula d'animació.